# Чук (горы)
Чук (рум. Munții Ciucului, бол. Csíki-havasok) — горный хребет, расположенный в жудеце Харгита в Трансильвании, Румыния. Геологически принадлежат к горам Харгита, относящимся к Внутренним Восточным Карпатам. Румынская категоризация относит Чук к центральным Карпатам Молдавии и Трансильвании (Центральная группа, Молдавско-Трансильванские Карпаты). Река Тротуш берёт своё начало в этих горах. Самый высокий пик — Ношколат[уточнить] (абсолютная высота 1553 м).